# アダプタータンパク質
アダプタータンパク質（英：Adaptor Protein）とはシグナル伝達に関与するタンパク質の一種である。アダプター分子（英：Adaptor Molecule）とも呼ばれる。アダプタータンパク質自体は基本的に酵素活性を有していないが(一部例外あり)、他のタンパク質との結合に関与するドメインを複数有しており、SH2ドメインやロイシンジッパー、Znフィンガーなどの構造がその例である。アダプタータンパク質はこれらの構造を介してシグナル伝達分子と結合し、そのリクルートを行うと共に、受容体とシグナル伝達分子の会合を仲介する役割を持ち、チロシンキナーゼや酵素などのシグナル伝達分子を受容体の近くに集めることでシグナル伝達分子の活性化を促進させている。
アダプタータンパク質は細胞膜結合型と細胞質に存在する型に大きく分けられ、代表的なアダプタータンパク質としてLAT（＝Linker for Activation of T cell、T細胞活性化に関連するリンカー）やSLP-76、Vav、Gab2、Shcなどの分子が知られている。